# Хэй, Джеймс, 2-й граф Карлайл
Джеймс Хэй, 2-й граф Карлайл (англ. James Hay, 2st Earl of Carlisle; около 1612 — 30 октября 1660) — шотландский дворянин и британский пэр.

## Биография
Второй сын Джеймса Хэя, 1-го графа Карлайла (1580—1636), и его первой жены Оноры Денни (? — 1614), единственной дочери и наследницы Эдварда Денни, 1-го графа Норвича (1569—1637). 17 марта 1623 года он был произведен в рыцари. В 1624 году был полковником пехотного полка в Германии. 2 февраля 1625/26 года был посвящён в рыцари Бани.
В апреле 1636 года, после смерти отца, Джеймс Хэй унаследовал его английские и шотландские титулы, став 2-м графом Карлайл, 2-м бароном Хэем из Соли, 2-м виконтом Донкастером и 2-м лордом Хэем. В октябре 1637 года, после смерти тестя Эдварда Денни, он не получил титул 2-го лорда Денни из Уолтема. В 1641—1642 годах он носил должность лорд-лейтенанта Эссекса.
21 марта 1632 года Джеймс Хэй женился на Маргарет Рассел (? — ноябрь 1676), третьей дочери Фрэнсиса Рассела, 4-го графа Бедфорда (1587—1641), и Кэтрин Бриджес (ок. 1580—1657). Их брак был бездетным.
В 1639 году он унаследовал острова Карлайл, позже названные Барбадосом. В 1642—1646 годах он был роялистским полковником кавалерийского полка. Он жил в основном на Барбадосе, но вернулся в 1652 году.
Джеймс Хэй, 2-й граф Карлайл, скончался 30 октября 1660 года, не оставив после себя потомства. Все его титулы вернулись короне.